# Bahnhof Annaka-Haruna
Der Bahnhof Annaka-Haruna (jap. 安中榛名駅 Annaka-Haruna-eki) ist ein Bahnhof auf der japanischen Insel Honshū, betrieben von der Bahngesellschaft JR East. Er befindet sich in der Präfektur Gunma auf dem Gebiet der Stadt Annaka und wird ausschließlich von Shinkansen-Zügen bedient.

## Verbindungen
Annaka-Haruna ist ein Zwischenbahnhof an der Schnellfahrstrecke Hokuriku-Shinkansen, die Tokio mit Kanazawa und Tsuruga verbindet. Üblicherweise halten hier stündlich Züge der Shinkansen-Gattung Asama, die alle Stationen zwischen den Bahnhöfen Tokio und Nagano bedienen. Allerdings gibt es Taktlücken am Vor- und Nachmittag, so dass je Richtung zwölf Züge täglich halten.
Auf dem Bahnhofsvorplatz befindet sich eine Bushaltestelle, die von zwei Linien der Gesellschaft Vortex Ark bedient wird.

## Anlage
Der Bahnhof steht etwa acht Kilometer nordwestlich des Stadtzentrums von Annaka im Stadtteil Akimaminorigaoka, der im Wesentlichen aus der von Wäldern und Golfplätzen umgebenen Trabantenstadt View Verger Annaka-Haruna (びゅうヴェルジェ安中榛名) besteht. Die Anlage, unmittelbar nördlich der Siedlung auf einem Damm gelegen, ist von Osten nach Westen ausgerichtet und umfasst zwei Gleise, die beide dem Personenverkehr dienen. Diese liegen an zwei überdachten Seitenbahnsteigen, im Gegensatz zu anderen Shinkansen-Bahnhöfen jedoch ohne weitere Durchfahrtsgleise dazwischen. Ebenerdig befindet sich die von Süden her zugängliche Verteilerebene mit Verkaufseinrichtungen und Dienstleistungen. Treppen, Aufzüge und Rolltreppen führen hinauf zu den Bahnsteigen.
Im Fiskaljahr 2019 nutzten täglich durchschnittlich 285 Fahrgäste den Bahnhof.

## Bilder

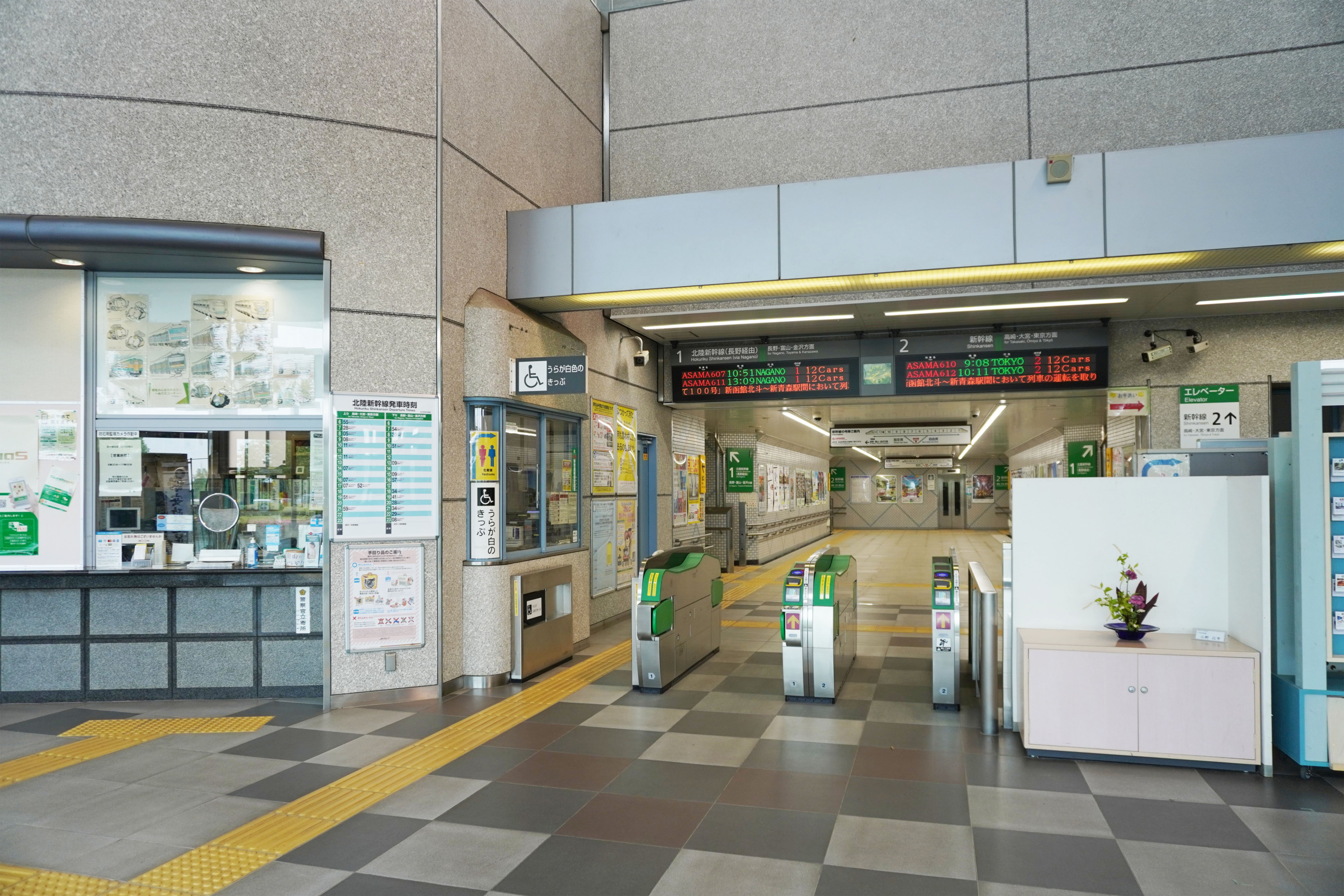
Bahnsteigsperren
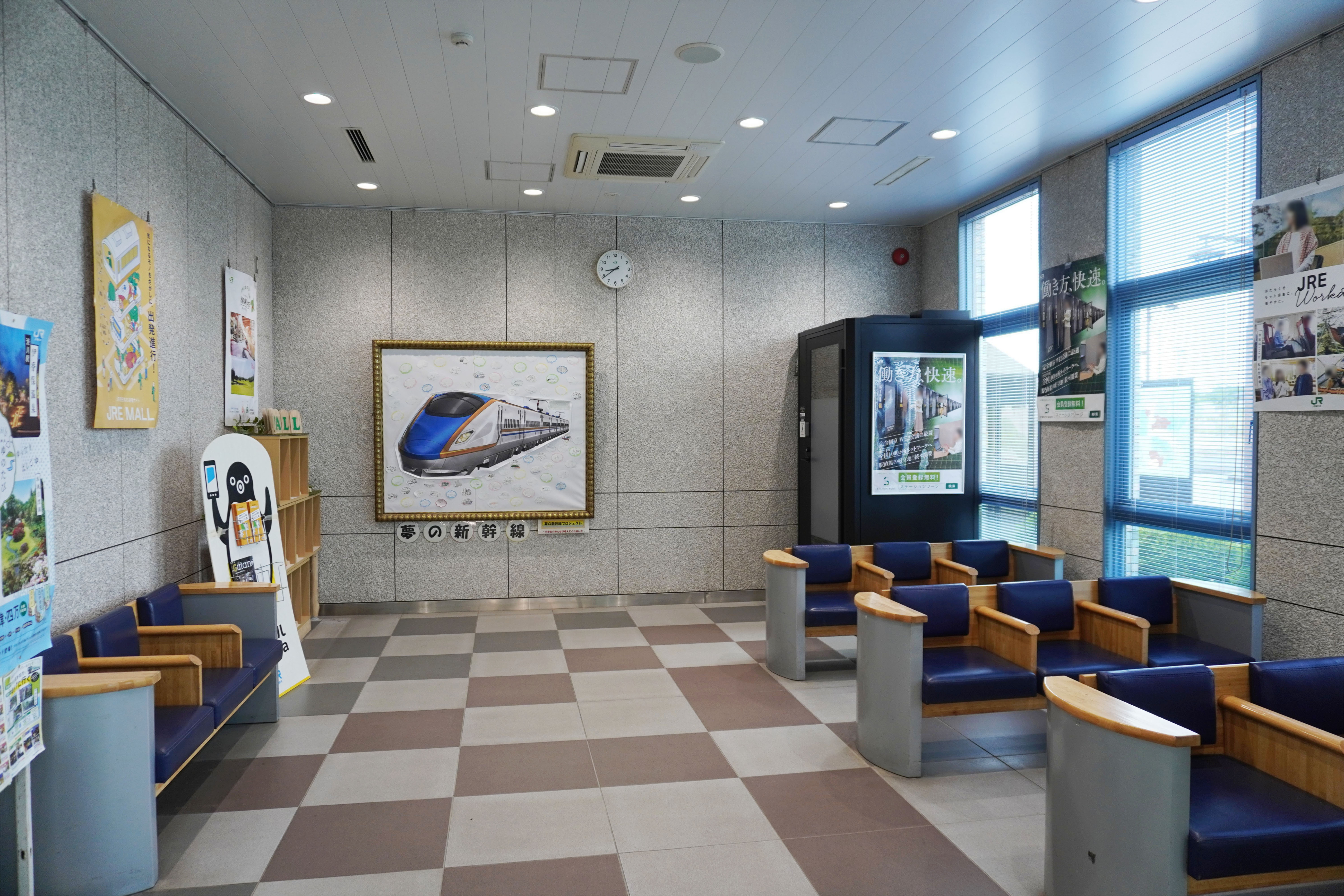
Warteraum
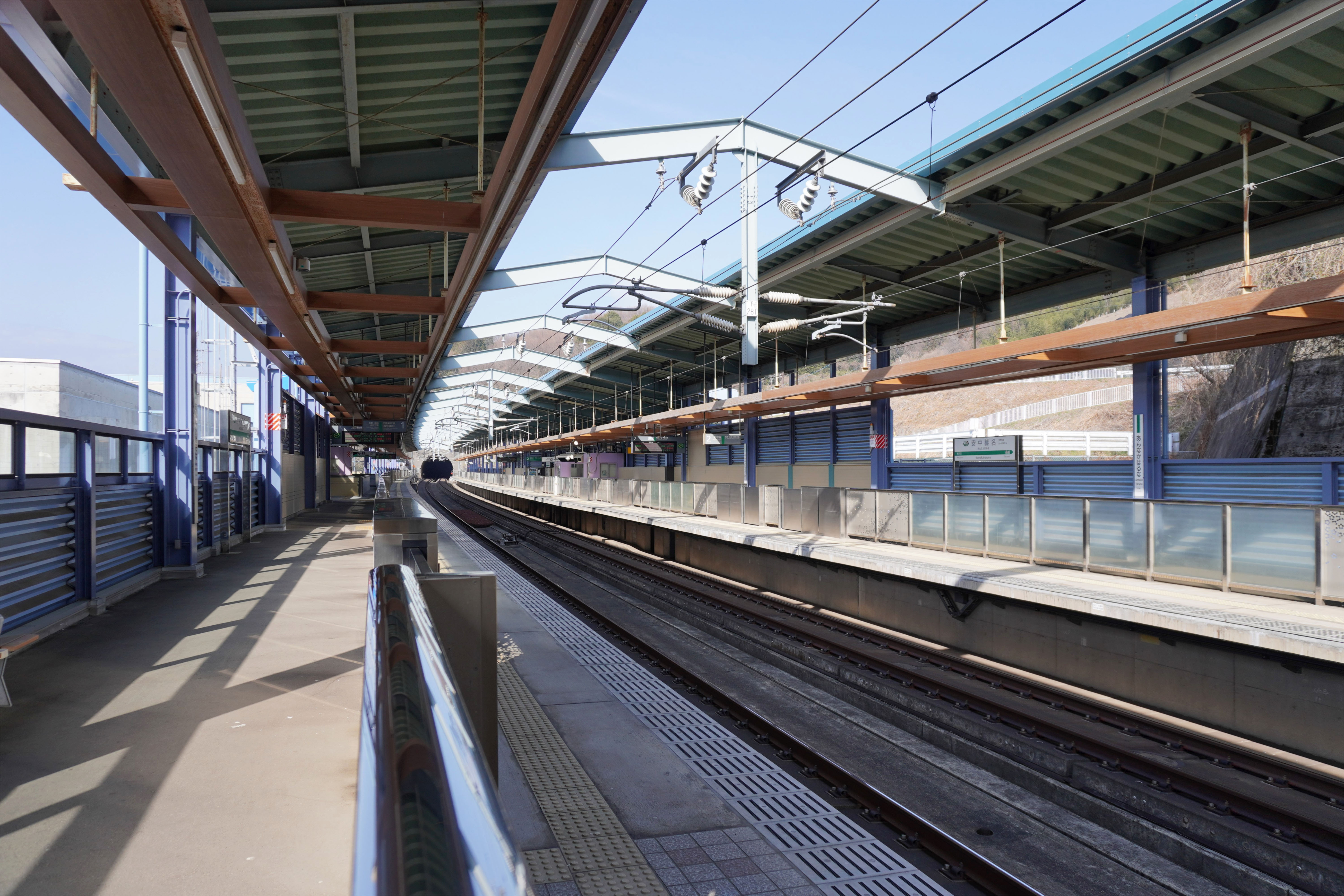
Bahnsteig
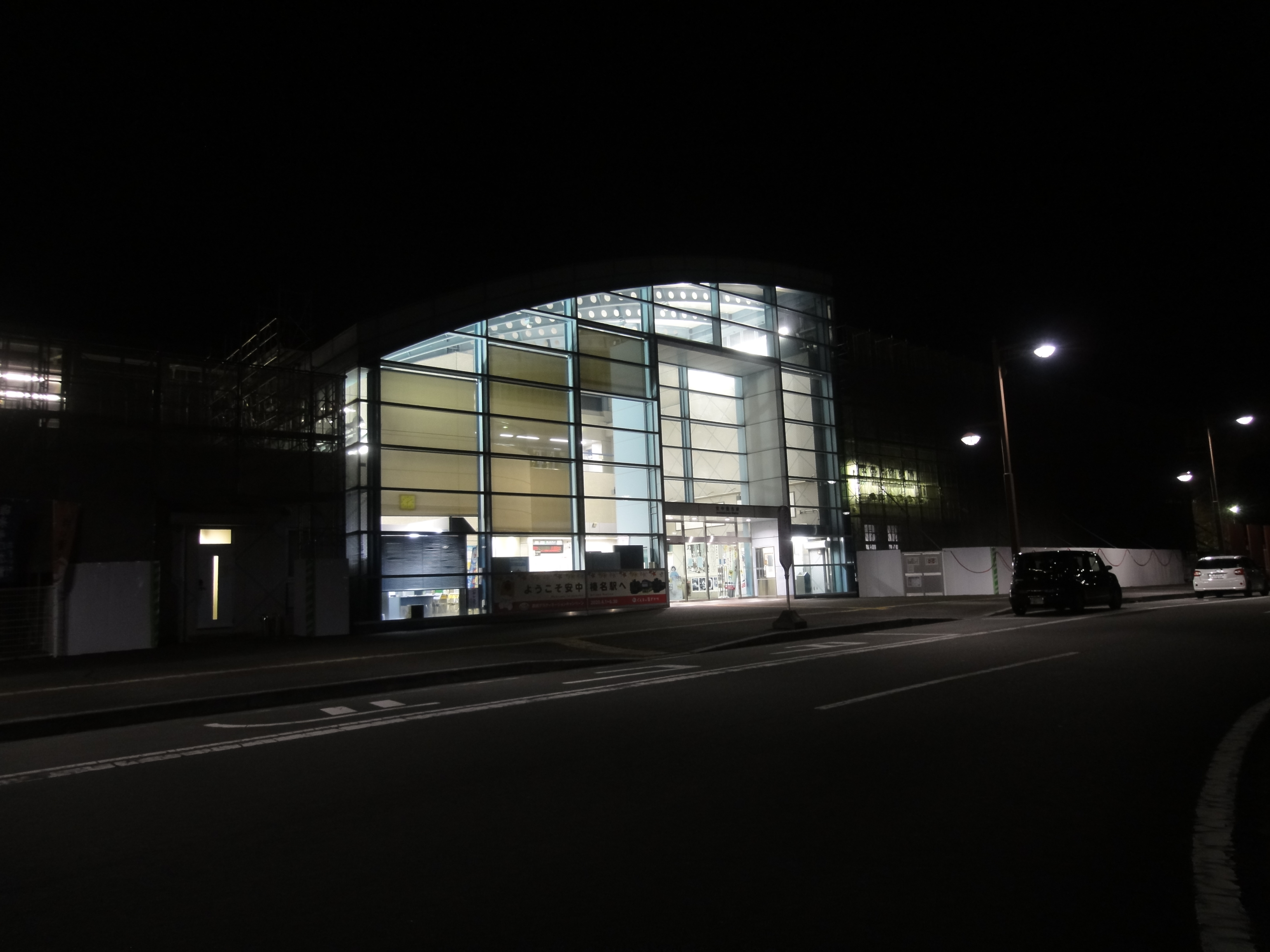
Nächtliche Ansicht

## Gleise
| 1 | ▉ Hokuriku-Shinkansen | Nagano • Toyama • Kanazawa • Tsuruga |
| 2 | ▉ Hokuriku-Shinkansen | Takasaki • Ōmiya • Tokio             |

## Linien
| Verlauf der Hokuriku-Shinkansen |
| --- |
| Takasaki • Annaka-Haruna • Karuizawa • Sakudaira • Ueda • Nagano • Iiyama • Jōetsumyōkō • Itoigawa • Kurobe-Unazukionsen • Toyama • Shin-Takaoka • Kanazawa • Komatsu • Kagaonsen • Awaraonsen • Fukui • Echizen-Takefu • Tsuruga |

## Geschichte
Bei der Planung des Streckenverlaufs der Hokuriku-Shinkansen war die Berücksichtigung der schwierigen geologischen Verhältnisse in der relativ steil abfallenden Gegend östlich des Usui-Passes von zentraler Bedeutung. Ebenfalls eine Rolle spielte die Tatsache, dass neu entwickelte Shinkansen-Baureihen in der Lage sein würden, kontinuierliche Neigungen von 30 Promille zu bewältigen. Die gewählte Variante würde außerhalb bestehender Siedlungen verlaufen. Zwar nahm die Japan Railway Construction Public Corporation (JRCPC) im Jahr 1982 eine Umweltverträglichkeitsprüfung vor, doch es bestand zunächst keine Absicht, zwischen Takasaki und Karuizawa einen weiteren Bahnhof „auf der grünen Wiese“ zu errichten. Die Verwaltung der Präfektur Gunma, die sich finanziell am Streckenbau beteiligen musste und einen Gegenwert erwartete, stellte die Behauptung auf, dass bei Annaka eine große Nachfrage bestehe.
Im November 1985 einigten sich die liberaldemokratische Regierung und Gouverneur Ichirō Shimizu auf die Errichtung eines neuen Bahnhofs. Einen Monat später beantragte die JRCPC beim Verkehrsminister einen Ausführungsplan für den Bau der Hokuriku-Shinkansen zwischen Takasaki und Komatsu. Im März 1986 reichte Shimizu einen formellen Antrag ein, zusammen mit spezifischen Entwicklungsplänen für Straßen, das Bahnhofsgebiet und den Tourismus. Die JRCPC zog im August desselben Jahres nach, worauf das Verkehrsministerium seine Zustimmung gab. JR East, das ab 1987 für die Umsetzung zuständig war, veröffentlichte 1993 ein Konzept für eine Trabantenstadt, deren Vorteil darin bestand, nur 100 km von Tokio entfernt und in der Nähe des Ferienortes Karuizawa zu liegen. Dadurch sollten ein komfortables Wohnumfeld und die Entstehung einer Gewerbezone für Satellitenbüros gefördert werden, die vor allem für Unternehmen der Informationstechnologie attraktiv wäre.
Die Eröffnung des Bahnhofs erfolgte am 1. Oktober 1997, zusammen mit der Strecke Takasaki–Nagano. Er war in einer Waldlichtung an einem Berghang errichtet worden. Da die geplante Siedlung noch nicht existierte, erhielt er in den Medien den spöttischen Beinamen „Bahnhof Mononoke“ – eine Anspielung auf den im selben Jahr veröffentlichten Anime-Film Prinzessin Mononoke. Das Wohngebiet südlich des Bahnhofs wurde hauptsächlich von JR East entwickelt. Aufgrund von Verzögerungen konnte das Projekt nicht rechtzeitig zur Eröffnung des Bahnhofs fertiggestellt werden. Der Verkauf von mehr als 600 Grundstücken begann im Oktober 2003. Ende Juni 2016 waren alle verkauft. Während das Wohnprojekt also letztlich erfolgreich war, scheiterte die Ansiedlung von Unternehmen.